# Lappi
Lappi este o fostă comună din Finlanda.